# خوالینسک
شهر خوالینسک (به روسی: Хвалынск) در کشور روسیه و در اوبلاست ساراتوف واقع شده‌است.